# エコール・デュ・ブルーユ
エコール・デュ・ブルイユ（Ecole du Breuil）はフランス・パリ12区ヴァンセンヌの森の中にある造園・園芸学校。

## 概要

### 沿革
歴史ある学校で第二帝政時代の1867年に男爵ジョルジュ・オスマンパリ市長によって創立された国立高等園芸樹芸学校「Ecole d'Horticulture et d'Arboiculture」が学校の前身。パリ市の樹木栽培部門発足にともない設立。現在の「Ecole du Breuil」という名称については、組織を改組する際1867年から1887年まで、フランス国立工芸院（Conservatiore National des Art et Metiers）の教授であったアルフォンス・デュ・ブルイユ（Alphonse Du Breuil）にちなんでつけられている。

## 場所
12区 (パリ)

## システム
コースは園芸の専門家養成コースと一般向けコースの二つがある。
園芸の専門家養成コースはBEPA (Brevet d'Etudes Professionnelle agricoles)、BTSA (Brevet de Techniciens Superieur Agricole)、Bac Professionel、Brevet Professionel (Niveau Ⅳ)、Brevet ProfissionelやC.S. Taille et Soins aux Arbres (Niveau Ⅴ)となどの取得の一方でパリ大学と提携し、「Licence Professionelle」などの関連国家資格取得を目指す課程ともなっている。授業料は無料で、3ヶ月程度の期間で企業内研修があるほか、企業と学校が提携した実習訓練制度があり、給与をもらって研修しながら在学し勉学に勤しむことができる。原則として、全寮制。
一般向けコースは、装飾用の木と灌木における理論と実技（Les Arbres et les Arbustes d'Ornement）の他、アラカルトのコース、植物学のコース（さらに入門編と上級レベルが設置されている）装飾用の庭園整備（Amenagement d'un jardin d'Agrement）などが3時間で5回コースとなっている。

## ギャラリー

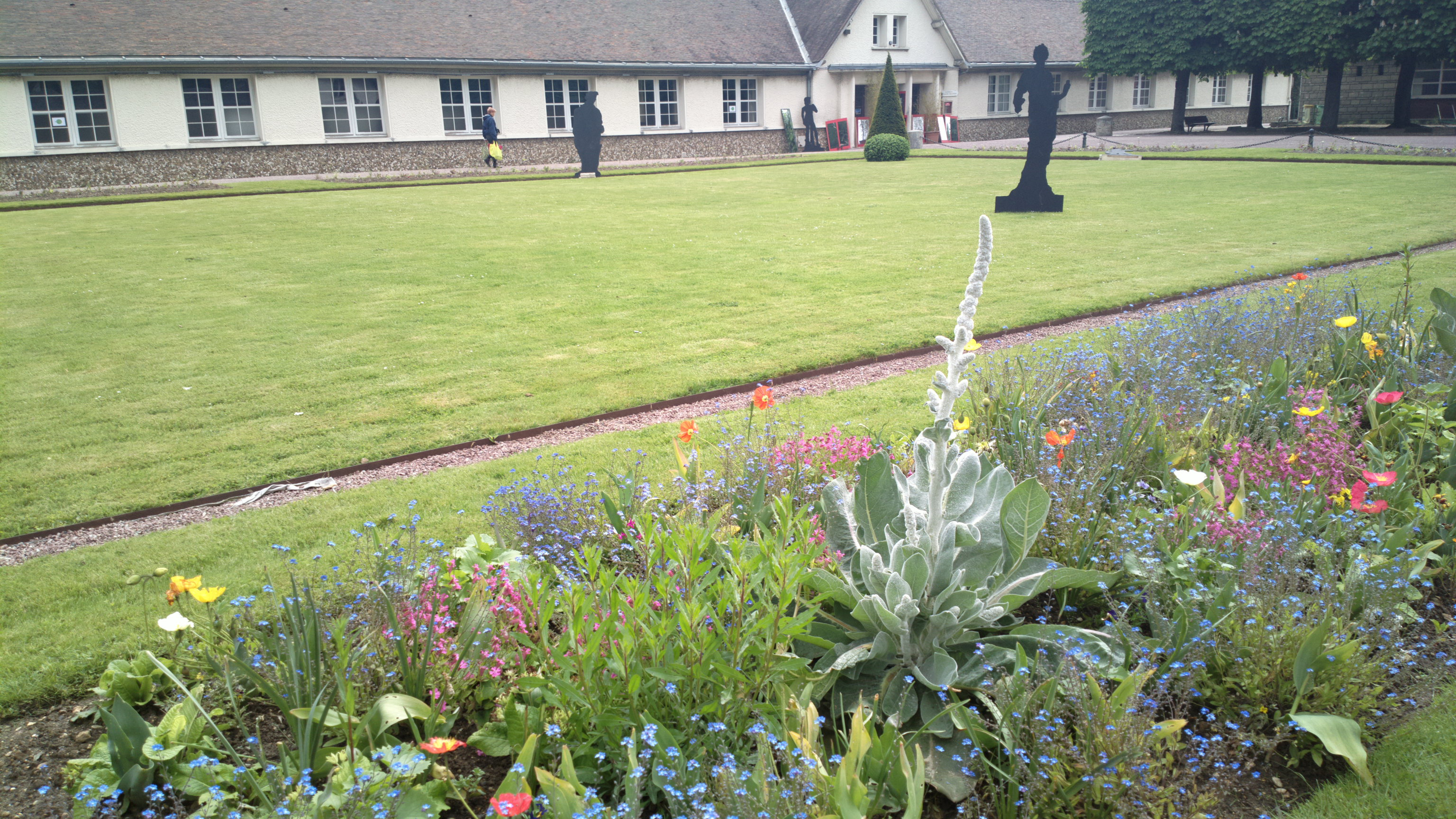
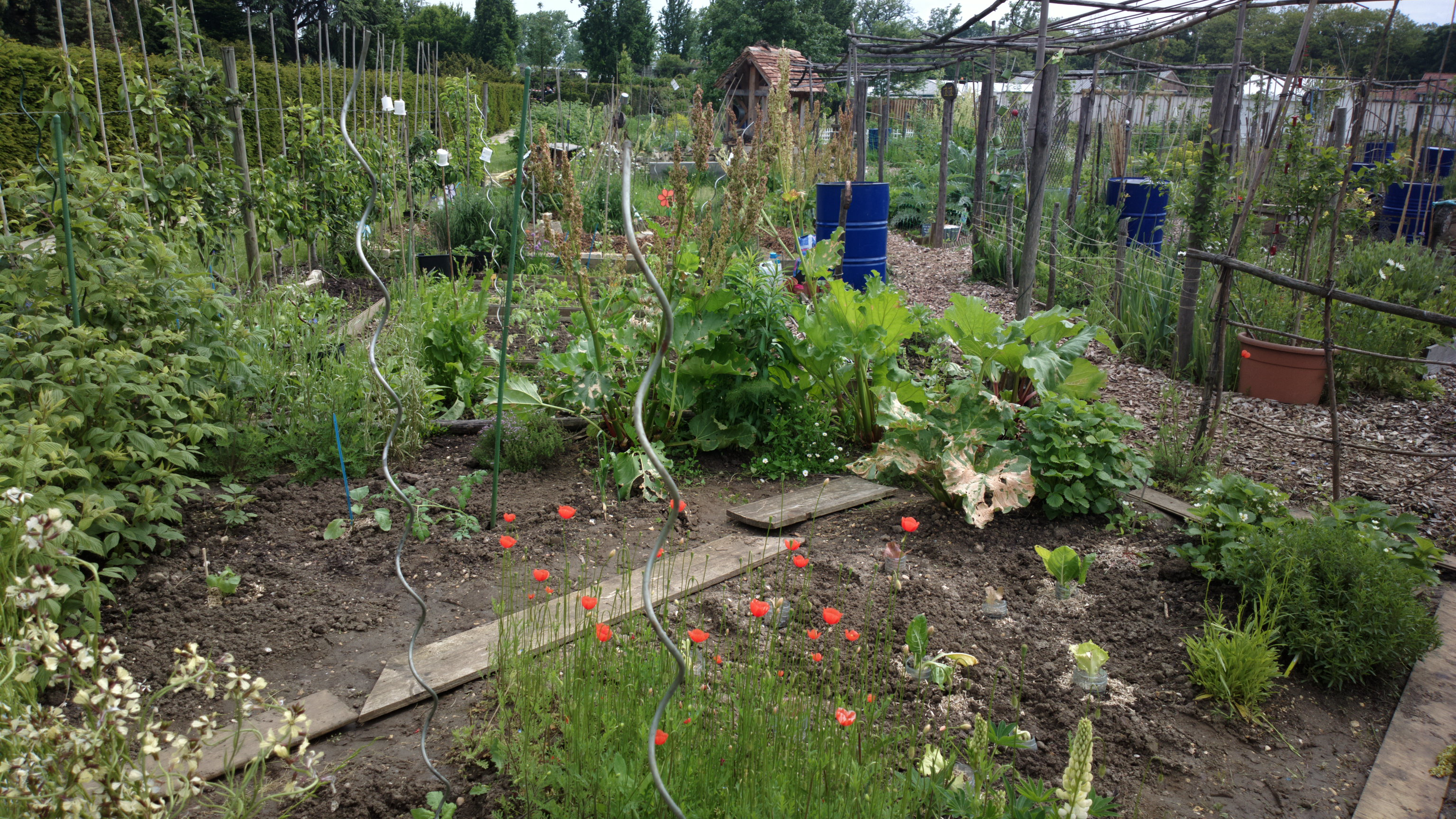
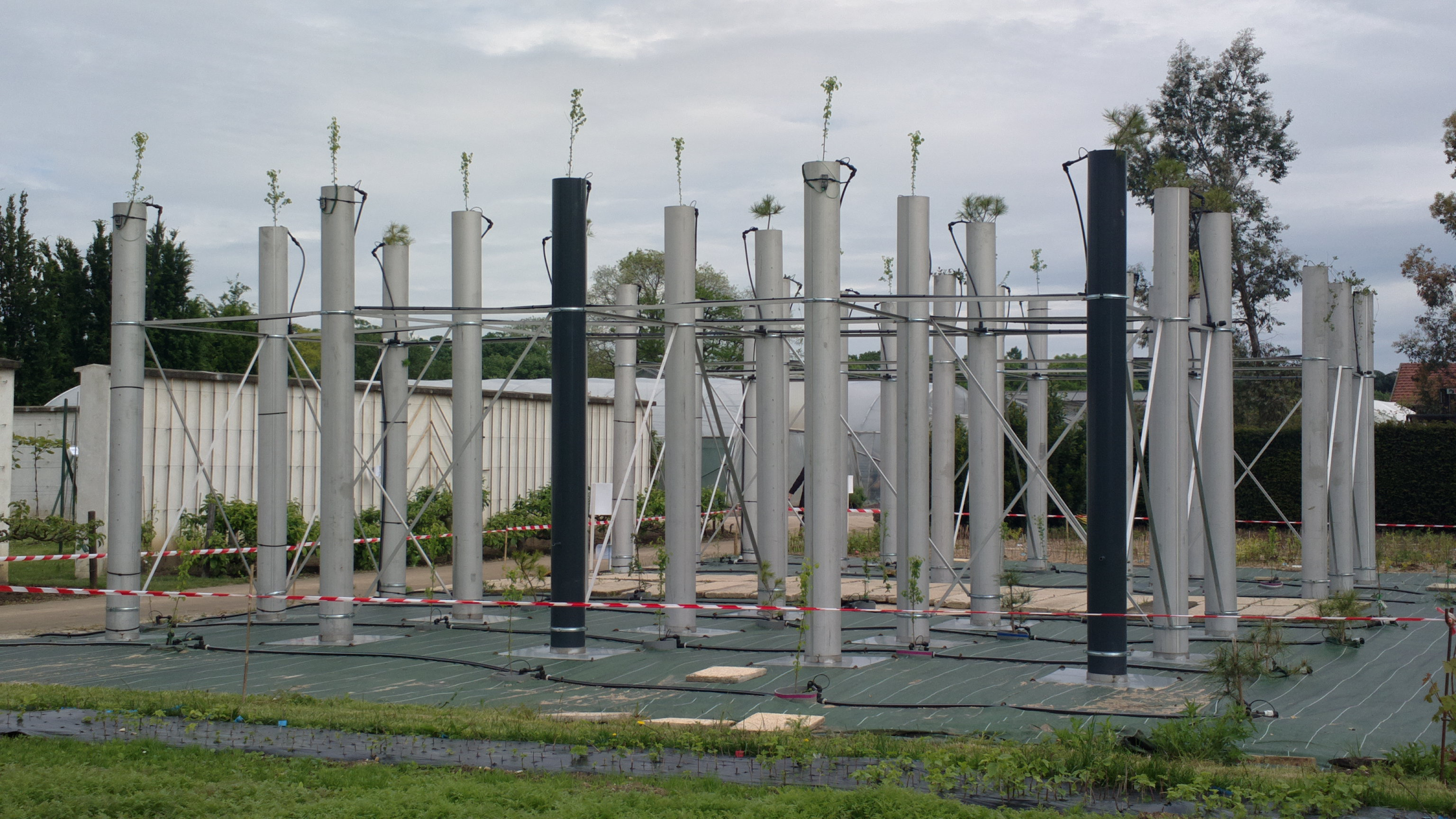
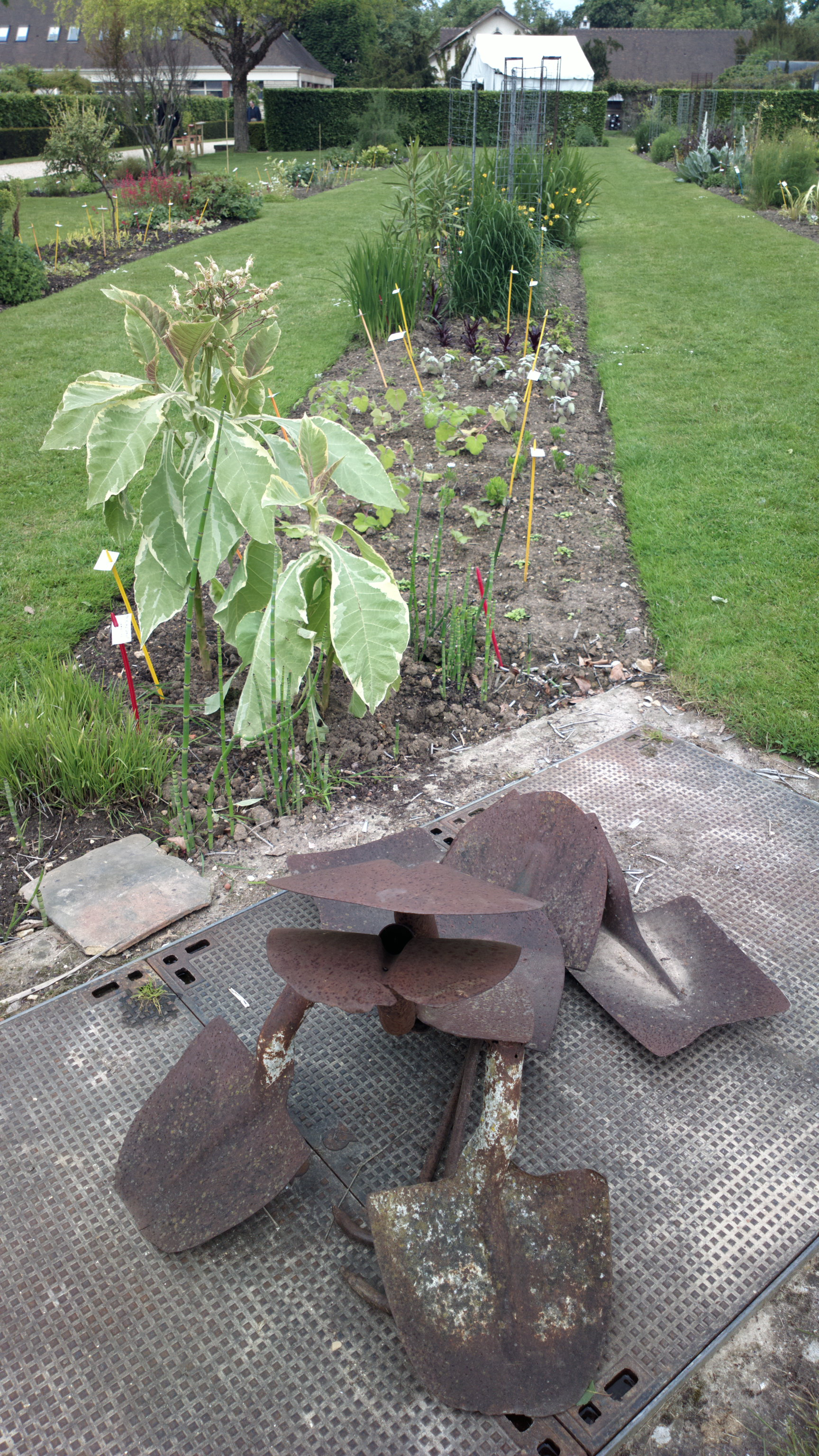
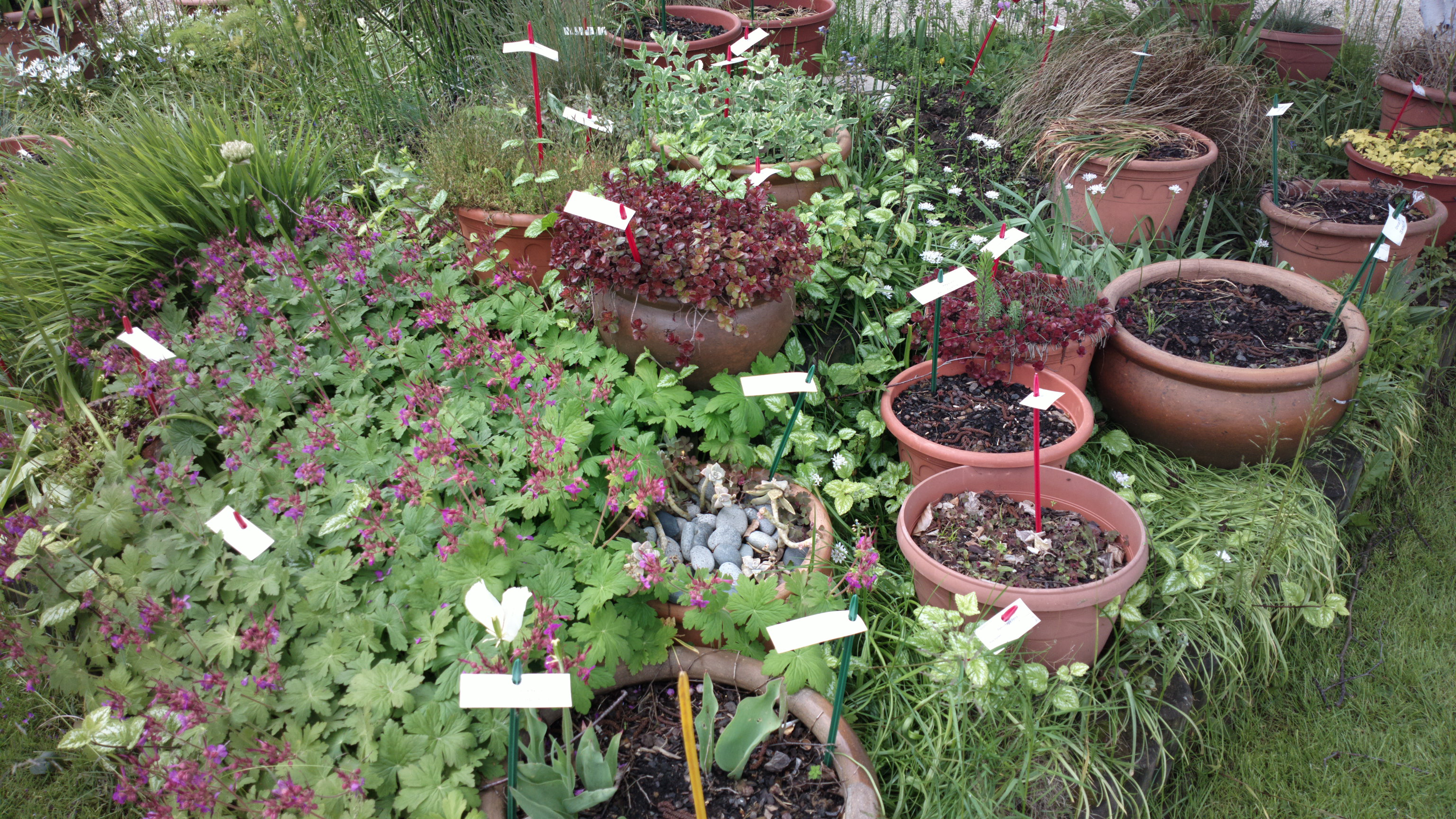
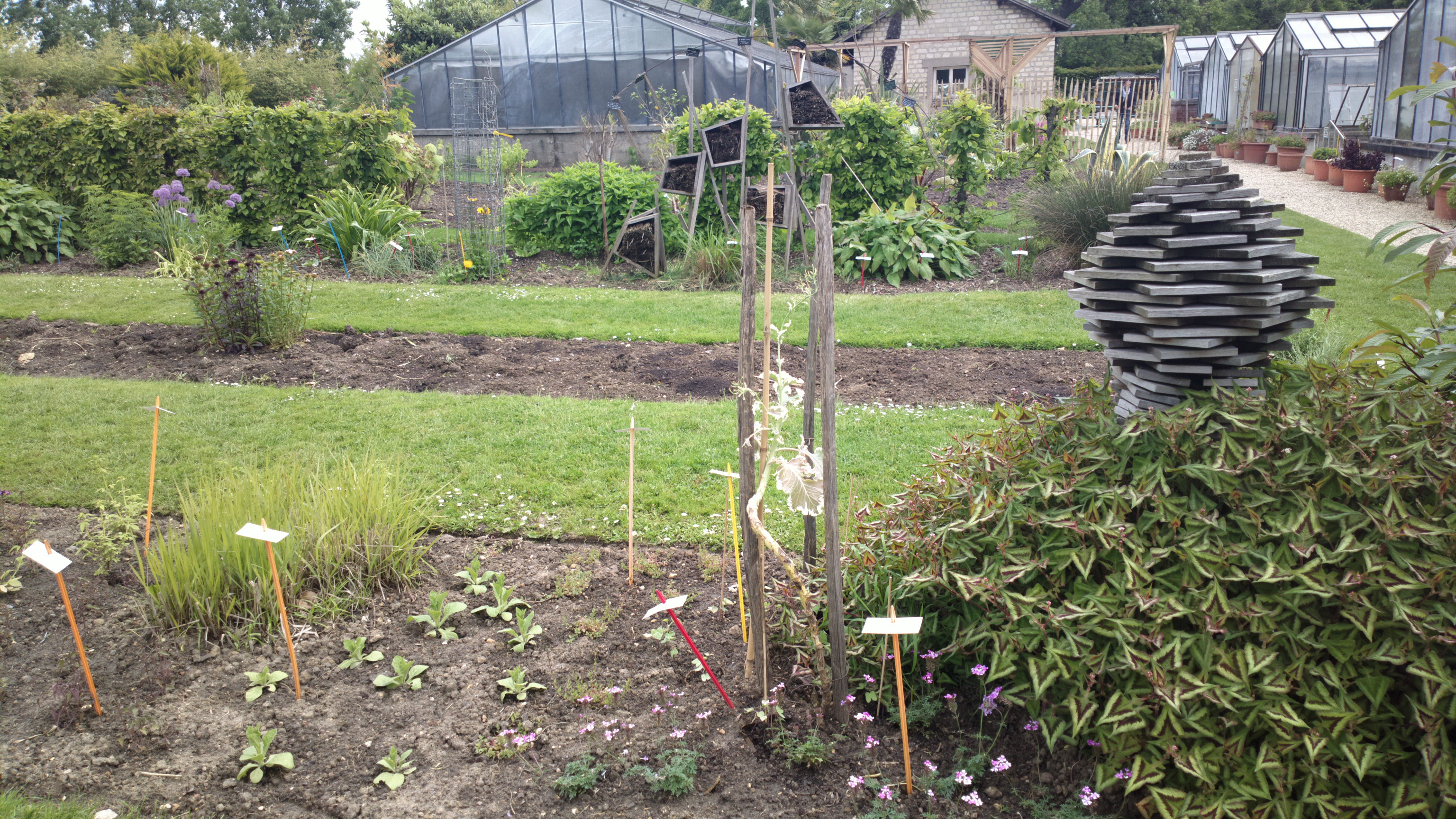